# Novalena marginata
Novalena marginata là một loài nhện trong họ Agelenidae.
Loài này thuộc chi Novalena. Novalena marginata được Frederick Octavius Pickard-Cambridge miêu tả năm 1902.